# Sobór Podwyższenia Krzyża Pańskiego w Mohylewie
Sobór Podwyższenia Krzyża Pańskiego – prawosławny sobór w Mohylewie, w dekanacie mohylewskim miejskim eparchii mohylewskiej i mścisławskiej Egzarchatu Białoruskiego Rosyjskiego Kościoła Prawosławnego.

## Historia
Cerkiew została wzniesiona w 1869 z funduszy zebranych wśród wiernych na ziemi mohylewskiej na miejscu starszej, powstałej najprawdopodobniej przed XVII wieku drewnianej cerkwi. Informacje o niej pochodzą z 1634, gdy na mocy wprowadzonych przez króla Władysława IV Wazę uregulowań konfliktu między prawosławnymi a unitami budowlę przekazano na użytkowanie tym pierwszym. Z dokumentów związanych z przekazaniem wynika, że cerkiew stanowiła część monasteru Podwyższenia Krzyża Pańskiego i Świętych Borysa i Gleba. Bezpośrednio po 1634 świątynia była soborem katedralnym prawosławnej eparchii mohylewskiej, mścisławskiej i orszańskiej (zwanej później białoruską). Przy soborze mieszkali dwaj pierwsi ordynariusze eparchii – Józef i Sylwester. W 1637 w świątyni obradował zwołany przez biskupa mohylewskiego, mścisławskiego i orszańskiego Sylwestra sobór eparchialny, po nim zaś zaczęła działać tam drukarnia. Trzynaście lat później cerkiew Podwyższenia Krzyża Pańskiego przestała być soborem katedralnym, gdyż prawosławnym, po kilkunastu latach starań, udało się odzyskać monaster Przemienienia Pańskiego w Mohylewie. Monaster Świętych Borysa i Gleba działał do 1665, gdy został zniszczony podczas wojny rosyjsko-szwedzkiej. Po zakończeniu działań wojennych nie odbudowano budynków klasztornych, a jedynie cerkiew, odtąd działającą jako parafialna. O monasterze działającym przy cerkwi nie wspomina natomiast Iniessa Sluńkowa w swoim wykazie katolickich i prawosławnych klasztorów Mohylewa.
Wzniesiona w 1869 cerkiew w okresie radzieckim formalnie został zamknięty, faktycznie natomiast nieprzerwanie był użytkowany liturgicznie, przez dłuższy czas jako jedyna prawosławna świątynia w mieście. W 1986 metropolita miński i białoruski Filaret ponownie nadał obiektowi sakralnemu rangę soboru.

## Architektura

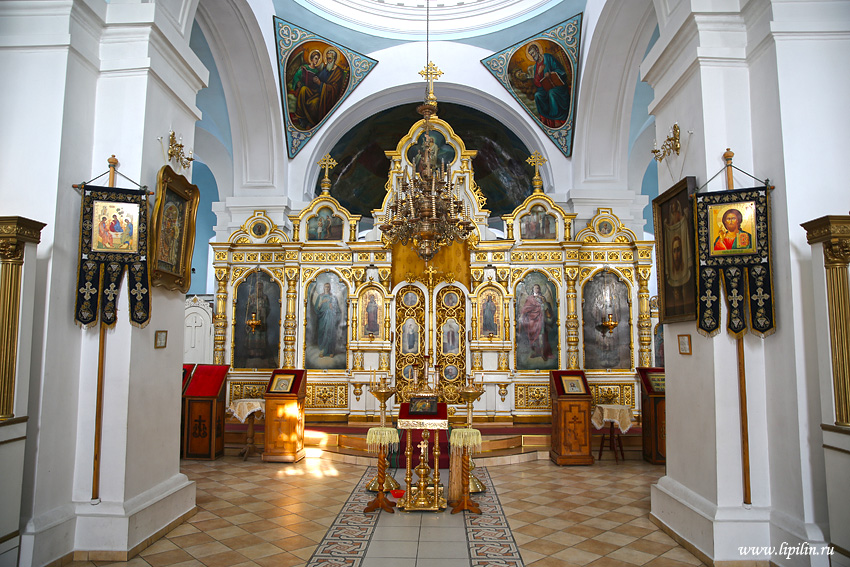
Ikonostas

Sobór wzniesiony został w stylu bizantyjsko-rosyjskim. Jest to budowla pięciokopułowa, z czterema niewielkimi kopułami w narożnikach i jedną, znacznie większą, usytuowaną w centralnej części obiektu, na masywnym bębnie wspartym na czterech kolumnach. Budynek zdobiony jest detalem typowym dla stylu rosyjsko-bizantyjskiego: kokosznikami, obramowaniami okien w stylu rosyjskim, fryzem, pilastrami. W obiekcie funkcjonuje, obok ołtarza głównego Podwyższenia Krzyża Pańskiego, także boczny ołtarz Świętych Borysa i Gleba, stąd potocznie świątynia funkcjonuje także jako cerkiew pod wezwaniem tych świętych. 